# قضاء بني شهر
قضاء بني شهر  أكبر أقضية لواء عسير التابع لولاية اليمن في العهد العثماني، حيث قسمت ما كانت تحكمه من ولاية اليمن إلى أربعة ألوية رئيسية، ويندرج تحته عدد من الأقضية، ويشمل كل قضاء عدة مخاليف أو النواحي. مركز القضاء بلدة النماص.
ومن المدن التابعة لقضاء بني شهر: النماص المركز - تنومة - العلايا - بيشة - تبالة - عبل - المجاردة - بقرة - بارق - فرشاط - محايل - العرضيات - دوقة - القنفذه.